# Evžen III.
Blahoslavený Evžen III. (vlastním jménem Bernardo dei Paganelli di Montemagno) (zemř. 8. července 1153) byl 167. papežem, a to v letech 1145–1153. Byl prvním papežem, který byl členem cisterciáckého řádu. Byl zvolen v obtížných časech, většinu svého pontifikátu strávil mimo Řím ovládaný tzv. římskou komunou. Dne 28. prosince 1872 byl bl. Piem IX. blahořečen.

## Volba papežem
Jeho předchůdce Lucius II. zemřel po necelém roku pontifikátu na zranění, která utrpěl ve střetu s římskou komunou, která ovládala Řím, a pozice papeže se po jeho smrti zdála natolik rizikovou, že o ni nikdo z kardinálů neměl zájem. Kardinálové se tak na velmi krátkém konkláve rychle shodli a jednohlasně zvolili cisterciáckého opata Bernarda, který v té době patrně nebyl kardinálem ani biskupem.

## Pontifikát
| „                                                         | Evžen, biskup atd. saracénskému králi či sultánovi. Nezdravím vás ne proto, že bych Vám zdraví nepřál, ale proto, že Vy nevěříte v pravé zdraví, v to, které nám získal Ježíš Kristus ukřižovaný pro spásu lidstva, a protože soustavně pronásledujete ty, kdo Krista vyznávají... | “ |
| — koncept listu Evženovy kanceláře pro muslimského vládce | |   |

Evžen III. musel většinu svého pontifikátu strávit kvůli římské komuně mimo Řím.

## Odkazy

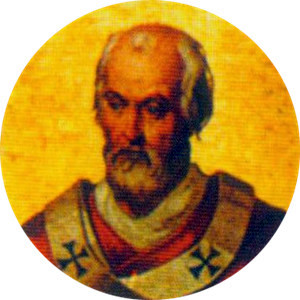
Portrét papeže bl. Evžena III. v bazilice sv. Pavla za hradbami

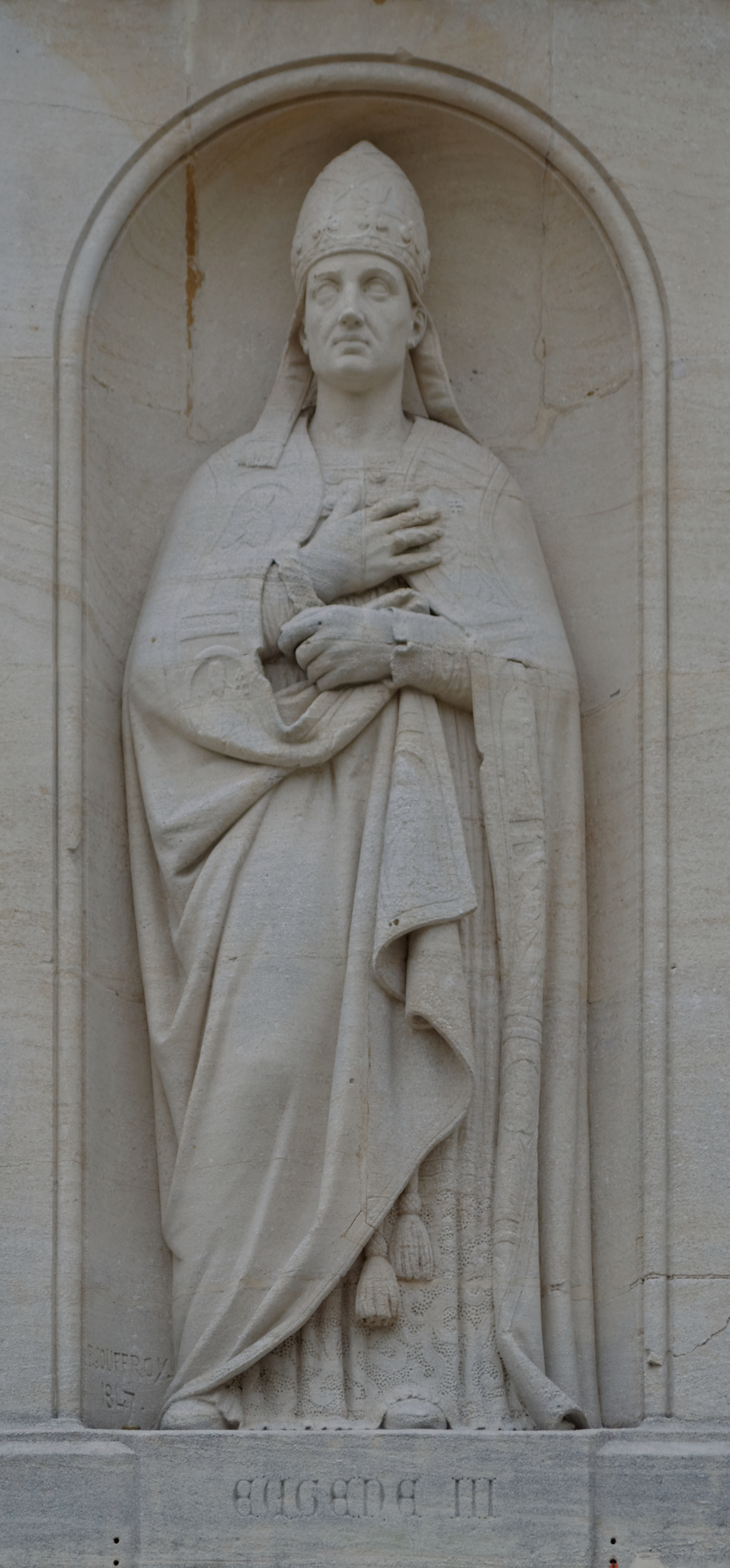
Socha papeže bl. Evžena III. ve francouzském Dijonu

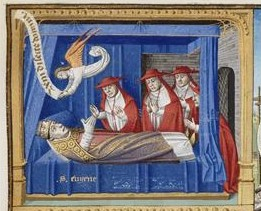
Smrt papeže bl. Evžena III.